# Hendrik Zipse

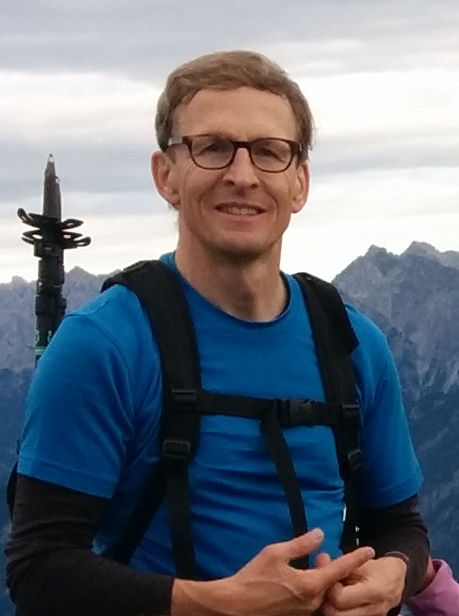
Hendrik Zipse (2017)

Hendrik Zipse (* 16. November 1962 in Heidelberg) ist ein deutscher Chemiker und Professor für Organische Chemie an der Ludwig-Maximilians-Universität München.

## Leben
Während seiner Schulzeit lebte Zipse in Bensheim und im Bensheimer Stadtteil Schwanheim. 1981 machte er am Alten Kurfürstlichen Gymnasium in Bensheim sein Abitur.
Zipse studierte Chemie an der TH Darmstadt und der University of Utah und erhielt sein Diplom 1989. Er wurde 1991 bei Bernd Giese an der Universität Basel zum Thema „Stereochemistry of Intermolecular Addition and Abstraction Reactions of Cyclic Radicals“ promoviert. Nach einem Forschungsaufenthalt an der University of California in Los Angeles bei Kendall Houk (1992–1993) habilitierte er sich 1997 bei Helmut Schwarz am Institut für Organische Chemie der Technischen Universität Berlin. Zipse wurde 1998 als C3-Professor an die Ludwig-Maximilians-Universität München berufen.
Zipse ist verheiratet und Vater von drei Kindern. Sein Bruder ist der Vorstandsvorsitzende der BMW AG Oliver Zipse.

## Forschung
Zipse kombiniert in seiner Forschung Methoden der Computerchemie mit experimenteller physikalisch organischer Chemie. Forschungsschwerpunkte sind dabei nucleophile Organokatalyse, Radikalchemie und zwischenmolekulare Wechselwirkungen, vor allem London-Dispersion. Ein wesentlicher Anteil seiner Arbeit ist die computerchemische Deutung experimenteller Ergebnisse von Herbert Mayr, Thomas Carell und Paul Knochel. Er ist Autor von mehr als 120 Fachartikeln und mehrerer Bücher.

## Auszeichnungen
Zu Zipses wissenschaftlichen Auszeichnungen gehört das Dozentenstipendium des Fonds der Chemischen Industrie 1998, der Carl-Duisberg-Gedächtnispreis der Gesellschaft Deutscher Chemiker 2001 und der  Thieme Chemistry Journals Award 2007.